# Bahar ibni Jefri Bolkiah

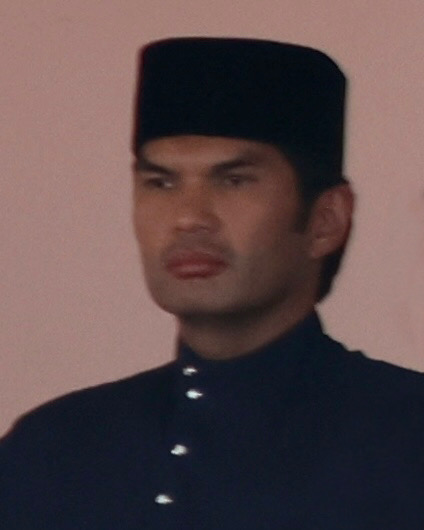
Pengiran Muda Bahar (2023)

Bahar ibni Jefri Bolkiah (voller Titel: Yang Amat Mulia Pengiran Muda Bahar ibni Duli Yang Teramat Mulia Paduka Seri Pengiran Digadong Sahibul Mal Pengiran Muda Haji Jefri Bolkiah, geb. 20. August 1981) ist ein Mitglied der königlichen Familie von Brunei. Er ist ein Sohn von Prinz Jefri Bolkiah und dessen erster Frau, Pengiran Anak Isteri Pengiran Norhayati und damit ein Prinz von Brunei. Er gilt als einer der besten Polospieler Südostasiens.

## Leben

### Kindheit
Bahar Bolkiah wurde am 20. August 1981 in Brunei geboren. Er ist der zweite Sohn und das dritte Kind von Paduka Seri Pengiran Di-Gadong Shahibul Maal Pengiran Muda Haji Jefri Bolkiah Ibni Almarhum Sultan Haji Omar ’Ali Saifuddien Sa’adul Khairi Waddien und Pengiran Anak Isteri Pengiran Norhayati binti Almarhum Pengiran Jaya Negara Pengiran Haji Abdul Rahman. Sein älterer Bruder, Pengiran Muda Abdul Hakeem, wurde am 13. Juni 1973 geboren. Seine ältere Schwester, Pengiran Anak Hamidah Jamalul Bolkiah, wurde am 26. April 1977 geboren.

### Sport-Karriere
Während der Südostasienspiele 2017 (SEA Games) besiegte Brunei am 28. August 2017 Singapur mit 10:8 im Polowettbewerb im Putrajaya Equestrian Park und gewann die Bronzemedaille. Prinz Bahar, der Kapitän des Teams von Brunei und Spieler mit einem Handicap von 2, war der Star des Teams und steuerte acht der zehn Punkte des Teams bei, während sein Kollege Huzaimi Mahari zwei Punkte erzielte. Bahar erhielt damit den Titel „Most Valuable Player“ (Wertvollster Spieler des Wettbewerbs). Im Anschluss an das Spiel sagte er den Medien, dass sich die Leistung seiner Mannschaft deutlich verbessert habe und dass sie besser abgeschnitten habe.
Das Poloteam von Brunei konnte bei den Südostasienspiele 2019 am 1. Dezember in Calatagan, Batangas, Philippinen, zwar das High Goal Final nicht erreichen, gewann aber Bronze und erreichte somit in Folge eine Bronzemedaille. Im ersten Chukka ging Indonesien mit 2:0 in Führung, bis Bahar, der entscheidende Schütze im Wettbewerb, den Spielstand halbierte. Er erzielte zwei Tore, darunter in den letzten 34 Sekunden des dritten Chukkas. Er verhalf Brunei damit zum Comeback.

### Unternehmer
Prinzessin Azemah und Prinz Muda Bahar gründeten die Fitness-Unternehmen Shine Brunei. Um den Fitnesssektor des Landes zu stärken und die Gesundheit und das Wohlergehen des Landes zu fördern, eröffneten sie diese Form des Boutique-Trainings. Shine Cycle die einzige Fahrradboutique im Land; das Unternehmen wurde im Februar 2018 eröffnet.

## Ehe
Die Eheschließung von Bahar und Prinzessin Azemah wurde im Istana Nurul Iman vollzogen. Eine islamische Zeremonie in der Sultan-Omar-Ali-Saifuddin-Moschee, eine königliche Puder-Zeremonie und ein Bankett im Sultanspalast waren nur einige der Aktivitäten, die während der einwöchigen Hochzeitsfeier stattfanden. Im Balai Singgahsana Indera Buana des Palastes vollzogen sie ihre Berbedak Pengantin Diraja-Zeremonie. Die königlichen Familien des Sultanats Pahang (Kesultanan Pahang, Jawi: كسلطانن ڤهڠ‎) und des Sultanats Johor (Kesultanan Johor, کسلطانن جوهر‎), sowie die Mutter der Braut waren dabei anwesend.

## Ehrungen
Bahar wurde mit folgenden Ehrungen ausgezeichnet:
- Proclamation of Independence Medal (1. Januar 1984)
- Sultan of Brunei Silver Jubilee Medal (5. Oktober 1992)
- Sultan of Brunei Golden Jubilee Medal (5. Oktober 2017)
- National Day Silver Jubilee Medal (23. Februar 2009)